# Rolf Koltzsch
Rolf Koltzsch (* 16. Juli 1928 in Leipzig; † 15. September 2023) war ein deutscher Politiker der SPD.

## Leben
Koltzsch, geboren 1928 in Leipzig, war von Beruf Schlosser und Versicherungskaufmann. Er trat 1956 der SPD bei. Von 1987 bis 1994 war er Mitglied des Deutschen Bundestages. Koltzsch wurde stets im Wahlkreis Herford direkt gewählt.
Er lebte zuletzt in Spenge. Er verstarb am 15. September 2023.